# میدان موضعی
در ریاضیات، میدانی چون K را میدان موضعی (Local Field) نامند اگر نسبت به توپولوژی القاء شده توسط ارزیاب گسسته‌ای چون v کامل بوده و میدان مانده آن با نماد k متناهی باشد. به‌طور معادل، میدان توپولوژیکی که نسبت به یک توپولوژی ناگسسته، موضعاً فشرده باشد را میدان موضعی می‌نامند. برای میدان دلخواهی با این خصوصیات، دو نوع ارزیاب می‌توان تعریف نمود. برحسب این که چه نوع ارزیابی روی میدان مورد نظر قابل تعریف باشد، دو نوع میدان موضعی تعریف می‌شوند: میدان‌هایی که ارزیابشان ارشمیدسی اند و آن‌ها که نیستند. به ترتیب برای حالت اول میدان موضعی ارشمیدسی و برای حالت دوم میدان موضعی نا-ارشمیدسی بدست می‌آیند. میدان‌های موضعی به‌طور طبیعی در نظریه اعداد به صورت کامل‌سازی‌هایی از میدان‌های سرتاسری ظهور پیدا می‌کنند.
درحالی که میدان‌های موضعی ارشمیدسی حداقل به مدت ۲۵۰ سال در ریاضیات کاملاً شناخته شده بودند، اولین مثال‌ها از میدان‌های موضعی نا-ارشمیدسی، میدان‌های اعداد p-ادیک برای اعداد اول مثبتی چون p بودند که توسط کورت هنسل در پایان قرن نوزدهم میلادی معرفی شدند.
هر میدان موضعی به عنوان میدان توپولوژیکی، یکریخت با یکی از میدان‌های زیر اند:
- میدان‌های موضعی ارشمیدسی (با مشخصه صفر): اعداد حقیقی {\displaystyle \mathbb {R} } و اعداد مختلط {\displaystyle \mathbb {C} }.
- میدان‌های موضعی نا-ارشمیدسی (با مشخصه صفر): توسیع‌های متناهی از اعداد p-ادیک {\displaystyle \mathbb {Q} _{p}} (که p عدد اول دلخواهی است).
- میدان‌های موضعی نا-ارشمیدسی (با مشخصه اول p): میدان سری‌های لورا صوری {\displaystyle \mathbb {F} _{q}((T))} بر روی میدان متناهی {\displaystyle \mathbb {F} _{q}} که در آن {\displaystyle q} توانی از {\displaystyle p} است.

رده میدان‌های موضعی در نظریه اعداد اهمیت ویژه‌ای داشته و به صورت کامل‌سازی‌های میدان‌های عددی جبری نسبت به ارزیاب گسستهٔ یکی از ایده‌آل‌های ماکسیمالشان ظهور پیدا می‌کنند. مقالات تحقیقاتی در نظریه اعداد نوین، اغلب حالت کلی تری را در نظر می‌گیرند که تنها تام (Perfect) بودن میدان مانده و مشخصه مثبت داشتنش را فرض می‌کنند و میدان‌های مانده را لزوماً متناهی در نظر نمی‌گیرند. در این مقاله همان فرض کلاسیک (متناهی بودن میدان مانده) را در نظر می‌گیریم.

## ارجاعات
1. ↑  Cassels & Fröhlich 1967, p. 129, Ch. VI, Intro..
2. ↑  Weil 1995, p. 20.
3. 1 2  Milne 2020, p. 127, Remark 7.49.
4. ↑  Neukirch 1999, p. 134, Sec. 5.
5. ↑  Fesenko & Vostokov 2002, Def. 1.4.6.